# 国井泰成
国井 泰成（くにい たいせい）は、日本の実業家、公認会計士。有限責任監査法人トーマツ包括代表。富山県出身。

## 経歴
- 1959年 - 富山県出身。
- 1982年 - 明治大学経営学部卒業。
- 1985年 - 等松・青木監査法人（現監査法人トーマツ）入社[1]。
- 2010年 - 経営会議メンバー
- 2013年 - トーマツ東京監査事業部長
- 2018年 - 有限責任監査法人トーマツ包括代表[2]。

## 著書
- 『会社決算の実務』（小暮和敏、土屋智信と共著）中央経済社 (1999/06)